# ICE Ideenzug
Als ICE Ideenzug bezeichnete die Deutsche Bahn zwei ICE-1-Triebzüge, in denen ab Mitte der 1990er Jahre Ideen zur Angebotsverbesserung der ICE-Züge getestet wurden. Die Züge verkehrten planmäßig täglich mit zwei Zugpaaren zwischen Hamburg und Stuttgart. Neben der DB AG war auch die Mitropa an der Gestaltung der Versuchszüge beteiligt. Einige der auf den Zügen erprobten Ideen wurden später in die regulären ICE-Züge übernommen.
Die beiden Triebzüge verkehrten im Jahresfahrplan 1999 als ICE 775/774 (Hamburg–Basel) und ICE 573/576 (Hamburg–Stuttgart). Das Ideenzug-Konzept wurde später eingestellt. Die Triebzüge verkehrten später als reguläre ICE-Züge, ohne Erprobungen. Im Zuge der bis Ende 2008 laufenden Modernisierung („Redesign“) der ICE-1-Triebzüge verloren die beiden Ideenzüge die Überreste der Serviceeinrichtungen.
Im Rahmen des Redesigns des ICE T wurde im Dezember 2013 ein ICE-T-Triebzug vorgestellt, in dem in zwei Wagen Neuerungen getestet werden.

## Nicht realisierte Ideen
Ein Großteil der im ICE Ideenzug erprobten Konzepte fand keinen Einzug in die regulären ICE-Züge:
- Im Konferenzabteil der Züge fand eine Zugsekretärin Platz, die unter der Bezeichnung Service & Information, ähnlich einer Hotelrezeption, Beratung zur Reise und die Ausstellung von Fahrkarten ebenso übernahm wie die Annahme von Telefonaten. Sie verkaufte Telefonkarten sowie Souvenirs und buchte auf Wunsch Hotels.[3]
- Im Bereich des 1.-Klasse-Service wurde unter anderem Kaffeeautomaten und Obstkörbe im Wagen getestet (zur kostenlosen Selbstbedienung). In beiden Klassen wurden per Snack-Caddy Snacks zum Kauf angeboten.[3]
- Für Kinder wurden Spielboxen mit Buntstiften und Puzzeln angeboten.[3]
- In den Speisewagen der Züge wurden zeitweise, monatlich wechselnde, dreigängige Menüs angeboten. Auch neue Mahlzeiten, beispielsweise ein „amerikanisches Frühstück“ sowie frisches Baguette mit Butter für Reisende, die ein Hauptgericht bestellten, wurde erprobt. Eine Reservierung von Restaurantplätzen war auch während der Fahrt möglich.[3]
- Per Videokamera im Führerstand konnten Fahrgäste an Sitzen mit Videobildschirm die vorausliegende Strecke sehen; in Tunneln wechselte das Bild dabei automatisch zu Kurzfilmen und anderen Videos[3]. Diese Möglichkeit war bereits zur Einführung der ICE-Züge angedacht[4], wurde aber erst im ICE Ideenzug praktisch erprobt.

Die ebenfalls getestete Auslage von Zeitungen in der 1. Klasse wurde erst später in regulären ICE-Zügen eingeführt.
Die Züge wurden mit mehr Personal besetzt als reguläre Züge.

## In die Serie übernommene Ideen
In die regulären ICEs übernommen wurden unter anderem Serviceruf-Tasten über den Sitzen der 1. Klasse und der Am-Platz-Service, die Bedienung mit Getränken und kleineren Mahlzeiten am Platz durch das Servicepersonal. Erfrischungstücher werden heute noch in der 1. Klasse ausgegeben.
Nach einem Test von Rauchverzehrern im Bordbistro einer der beiden Ideenzüge wurden alle ICE-1-Züge mit diesen Geräten ausgerüstet und im Zuge dessen das zuvor bestehende Rauchverbot im Bistro aufgehoben.
Weitere umgesetzte Ideen sind unter anderem Handyverstärker in einigen Wagen, die Verwendung von Mehrwegflaschen im Speisewagen und Konzepte zum Internetzugang im Zug. Mitte November 1998 war auf den beiden Ideenzügen ein Onlinekiosk mit kostenlosem Internetzugang eingerichtet worden. Das Pilotprojekt war auf sechs Monate befristet.